# GRB 150101B
GRB 150101B — гамма-всплеск, открытый 1 января 2015 года в 15:23 UT на телескопе BAT на борту космического аппарата Swift и в 15:23:35 UT на телескопе обсерватории Fermi. По оценкам гамма-всплеск находился на расстоянии 0,52 Гпк от Солнца вблизи активной галактики 2MASX J12320498-1056010 в созвездии Девы. Наблюдения GRB 150101B показали схожие характеристики с событием GW170817, предполагавшим слияние нейтронных звёзд.

## Наблюдения
В октябре 2018 года астрономы сообщили, что гамма-всплеск GRB 150101B может быть аналогом всплеска GW170817, гравитационные волны которого были обнаружены в 2017 году, находящегося на расстоянии около 130 млн световых лет; GW170817 связывают со слиянием двух нейтронных звёзд. Сходство между двумя событиями, наблюдаемое в гамма-излучении, оптическом и рентгеновском диапазонах, а также природа ассоциируемых галактик могут свидетельствовать о природе всплеска как результата слияния нейтронных звёзд, или же всплеск может являться результатом неизвестного класса транзиентных килоновых. В последнем случае явления килоновых оказываются более разнообразными, чем это принято считать.